# 何永智
何永智（1953年—），汉族，中华人民共和国政治人物、第十一届全国政协委员。
加入中国民主建国会，担任重庆小天鹅投资控股有限公司总裁。2008年，当选第十一届全国政协委员，代表中华全国妇女联合会，分入第十九组。